# Shreya Ghoshal
Shreya Ghoshal (nascuda el 12 de març de 1984) és una cantant índia. Destacada per la seva àmplia gamma vocal i versatilitat, és una de les cantants més prolífiques i populars de l'Índia. Ha enregistrat cançons per a pel·lícules i àlbums en diverses llengües índies i estrangeres i ha rebut nombrosos reconeixements, com ara cinc National Film Awards, quatre Kerala State Film Awards, dos Tamil Nadu State Film Awards, dos BFJA Awards, set Filmfare Awards i deu Filmfare Awards South. És àmpliament considerada com una de les vocalistes més grans del subcontinent indi.
Ghoshal va començar a aprendre música a l'edat de quatre anys. Als sis anys va començar la seva formació formal en música clàssica. Quan va complir els setze anys, la mare del cineasta Sanjay Leela Bhansali la va descobrir després de guanyar el reality show de televisió Sa Re Ga Ma. Després de l'èxit, va fer el seu debut com a cantant de reproducció de Bollywood amb el drama romàntic Devdas de Bhansali (2002) pel qual va rebre un Premi Nacional de Cinema a la millor cantant de reproducció femenina, un premi Filmfare a la millor cantant de reproducció femenina i un premi Filmfare RD Burman.
A part de cantant, Ghoshal ha aparegut com a jutge en diversos reality shows de televisió i en vídeos musicals. Ha estat honrada per l'estat d'Ohio als Estats Units, on el governador Ted Strickland va declarar el 26 de juny de 2010 com el "Dia de Shreya Ghoshal". L'abril de 2013, va ser homenatjada a Londres pels membres seleccionats de la Cambra dels Comuns del Regne Unit. Ha aparegut cinc vegades a la llista de Forbes de les 100 millors celebritats de l'Índia. El 2017, Ghoshal es va convertir en la primera cantant índia a mostrar la seva figura de cera a l'ala índia del Museu Madame Tussauds de Delhi.